# I'm Enterprise
I'm Enterprise有限公司（日語：株式会社アイムエンタープライズ）是總部位於日本東京都澀谷區代代木的聲優經紀公司。常簡寫成「I'm（アイム）」。1997年成立。ARTSVISION的子聲優公司。

## 概要
I'm Enterprise是在1997年6月1日，由ARTSVISION社長松田實成立，作為ARTSVISION的子公司，兼任I'm Enterprise的首任社長。
I'm Enterprise的政策與母公司ARTSVISION有些微分別，雖然主要仍是培養出偶像聲優，但容許一部分聲優設立或參與劇團的工作。此外，I'm Enterprise旗下有兩間子事務所：VIMS和Crazy Box（下述）。
2002年6月，I'm Enterprise成立官方同好會（名稱由當時的會員決定），並委託公司進行營運管理。但事實上因為入會費過低（只需500日圓）造成營運困難，結果部分所屬聲優的同好會脫離並委託其他公司進行管理。最後，這個同好會於2007年5月31日正式解散。
2006年12月，首任行政總裁松田因為涉嫌猥褻一位志願當聲優的16歲少女，2007年4月4日被東京都警方拘捕協助調查（其後因為糖尿病的關係，保釋外出）。同年5月28日，警方決定就上述事件起訴松田，翌日登上新聞，令此事件正式曝光
詳細參照：『ARTSVISION緋聞事件』。
到了2007年5月30日，松田辭去I'm Enterprise社長（包括母公司ARTSVISION社長等等）的職位。之後，I'm Enterprise社長由Mausu Promotion（舊稱：江崎Production）的創辦人江崎加子男接任。

## 所屬聲優
表示所屬年度。

### 男性
| - 天崎滉平（2013） - 石井一貴 - 石井隆之（2017） - 豬股慧士 - 岩澤俊樹（2009） - 大塚剛央（2016） - 花倉洸幸（2012） - 柏崎隼史（2013） - 加藤涉（2015） - 神原大地（2005） - 佐藤元（2017） - 島田武幸（2015） - 下野紘（2001） - 鈴木達央（2002） - （2016） | 行 - 高城元氣 - 丹澤晃之（2005） - 伊達忠智（2012） - 德留慎乃佑（2017） - 利根健太朗（2006） - 永塚拓馬（2014） - 成家義哉（2003） | - 藤吉浩二（2008） - 間島淳司 - 松岡禎丞（2009） 行 - 柳田淳一（2008） - 山根雅史（2017） - 山本格（2010） |

### 女性
| 行 - 赤尾光（2015） - 秋保佐永子（2008） - 雨宮夕夏（2013） - 綾瀨有（2012） - 飯島晶子 - 飯田友子（2010） - 石川桃子（2005） - 今井麻夏 - 今瀨未知 - 岩井映美里（2015） - 岩山千尋（2014） - 植田佳奈 - 內田真禮（2010） - 大西沙織（2012） - 岡美保（2017） - 小澤亞李（2013） - 折戶真理（2006） - 金子真由美（2008） - 木野雙葉（2011） - 釘宮理惠 - 桑谷夏子 - 小松奈生子（2012） | 行 - 齋藤千和 - 篠原侑（2016） - 杉浦栞（2014） - 洲崎綾（2011） - 鈴木亞理沙（2014） - 關根瞳（2017） - 千本木彩花（2014） 行 - 高野麻美（2011） - 高橋美佳子 - 高山裕子（2008） - 瀧田樹里（2003） - 武田羅梨沙多胡（2016） - 巽悠衣子（2008） - 田村睦心（2007） - 續木友子（2014） - 綱掛裕美（2003） 行 - 中原麻衣 - 長繩麻理亞（2013） - 仁後真耶子 | 行 - 濱崎奈奈（2011） - 早見沙織（2006） - 平田宏美 - 本渡楓（2015） 行 - MAKO - 松尾繪那（2010） - 松岡美里（2017） - 松田利（2014） - 嶺內智美（2016） - 三宅晴佳（2015） - 村井美里（2017） ～行 - 矢島和葉 - 矢作紗友里（2005） - 吉田真弓 - 佳村遙（2009） - 盧婷（2011） |

## 過往所屬聲優
已離開公司的日期（如有）排列。

### 男性
- 內埜則之（日语：内埜則之）（轉往加入演劇集團 圓（日语：演劇集団 円）之後，因交通事故死去）
- 岡崎雅紘（日语：岡崎雅紘）（2007年轉往加入ARTSVISION之後離所）
- 小野德己（日语：小野徳己）（2008年4月10日離所）
- 木村亮俊（2013年12月27日引退）
- 木村裕二（日语：木村裕二）（之後轉往加入RME（日语：RME），現在是自由身）
- 白石稔（2007年1月1日轉往加入Pro-Fit，現在是GadgetLink（日语：ガジェットリンク）所屬）
- 鈴木千尋（2003年4月1日轉往加入ARTSVISION，現在是自由身（Office Monorisu業務提攜））
- 高崎拓郎（2015年7月31日離所，現在是劇團KPR／開幕Pennant（日语：開幕ペナントレース）所屬）
- 鳴海和希（日语：鳴海和希）（2018年2月28日廢業）
- 畠山廣信（2018年11月30日離所）
- 早川隆之（日语：早川隆之）（2014年7月31日離所）
- 口健太（2012年3月31日離所）
- 藤原滿（之後轉往加入nexxed（页面存档备份，存于），2013年3月1日起現在是同人舎（現：al-share（日语：アル・シェア））所屬）
- 三上哲（之後轉往加入Big Mother，現在是寶井Project（日语：宝井プロジェクト）／nexxed所屬）
- 村上和也（日语：村上和也）（2008年9月1日轉往加入現在是CARROT HOUSE（日语：CARROT HOUSE）所屬）
- 內田雄馬（2013年所屬，2022年12月31日離所變自由身，2023年1月5日轉往加入現在是Intention 所屬）

### 女性
- 淺野真澄（2003年4月1日轉往加入ARTSVISION，現在是青二Production所屬）
- 一之宮靜香（日语：一ノ宮しずか）（2016年8月31日離所）
- 伊月唯（2008年10月31日轉為自由身，經過1個月後加入現在所屬的Holy Peak）
- 上原沙耶香（日语：上原さやか）（2015年12月31日離所）
- 榎本溫子（2005年9月1日～2015年6月30日是81 Produce所屬，現在是自由身）
- 大澤紬（日语：大沢つむぎ）（2008年4月18日離所，現在是Office棉花糖代表董事）
- 徃賴保子（日语：おおらいやすこ）（2008年6月30日離所，現在是PLANDAS（日语：プランダス）所屬）
- 菊池由起子（2015年12月31日離所）
- 櫻井智（2014年12月1日轉為自由身[注 2]，2016年9月1日引退同時離所）
- 佐藤奏美（2013年6月30日轉為自由身，之後曾經加入Across Entertainment，現在是自由身）
- 志村由美（2003年度所屬～2016年6月30日離所，現在廢業）
- 芹亞希子（日语：芹亜希子）（2008年度所屬～2017年4月30日離所，現在是自由身）
- 竹達彩奈（2012年4月30日轉往加入ASSEMBLE HEART，現在是LINK PLAN所屬）
- 竹田小春（日语：竹田小春）（轉往加入Kenyu Office之後離所）
- 河合久美（2007年6月30日轉為自由身，之後改名為田中久美（たなか久美）加入Mausu Promotion，現在是MOUVEMENT（日语：ムーブマン）所屬）
- 田村由香里（2007年度所屬～2016年7月31日離所，2016年8月1日起現在是amuleto所屬）
- 寺本來可（2009年度所屬～2011年12月28日離所後一度休業。後來轉行作為演員復出演藝界，並加入現在所屬的Ever Green Entertainment（日语：エヴァーグリーン・エンタテイメント））
- 永山奈奈（日语：永山奈々）（2014年11月30日離所）
- 那須惠（2004年3月1日轉為自由身，經歷Production baobab、Bell Production之後，再度成轉為自由身（al-share業務提攜））
- 日永田麻衣（日语：日永田麻衣）（2008年7月31日離所）
- 藤田麻美（2013年11月30日轉為自由身，2016年4月1日起現在是Kenyu Office所屬）
- 古川小百合（舊藝名：茜，2008年5月30日離所，之後改名同時加入現在所屬的K DASH Stage（日语：ケイダッシュステージ）所屬）
- 本多陽子（2015年7月31日轉為自由身）
- 牧千尋（2017年1月31日轉為自由身，同年4月1日起現在是al-share所屬）
- 水野愛日（日语：水野愛日）（2003年12月1日轉往加入Versatile Entertainment（日语：オルスタエンタテインメント），經歷Kaleidoscope（日语：カレイドスコープ (芸能事務所)）之後，現在是EARLY WING所屬）
- 宮川美保（日语：宮川美保）（2015年5月30日離所，2016年6月20日起現在是青二Production所屬）
- 森永理科（2007年7月1日轉為自由身，經歷EXELLEX（日语：エクセレックス）之後，2015年1月1日起加入Mausu Promotion）
- 山口茜（日语：山口茜 (声優)）（2018年8月31日退社）
- 山本麻里安（2008年9月1日轉為自由身，經過1個月後加入現在所屬的81 Produce）
- 若林直美（2008年3月31日轉為自由身，經歷TRIAS（日语：トリアス）和業務提攜、同人舎（現：al-share）之後，2018年9月1日起現在是Forestlink（日语：フォレストリンク）所屬）
- 渡邊由紀（2004年引退）
- 佐倉綾音（2009年度所屬～2022年1月31日離所，同年2月1日起現在是青二Production所屬）
- 日笠陽子（2006年度所屬～2023年1月20日離所，現在是自由身）

## Crazy Box
株式會社Carzy Box（日語：株式会社クレイジーボックス）是日本一家位於東京都澀谷區代代木的聲優、旁白經紀公司。I'm Enterprise的子公司。2000年成立。

### 所屬旁白、聲優

#### 男性
- 大塚芳忠
- 奧田民義（日语：奥田民義）
- 安部憲人
- 荒木健志
- 栗田圭（日语：栗田圭）
- 中村純也
- 古屋亞南（日语：古屋亜南）
- 村本享太郎（日语：村本享太郎）
- 森陸三
- 本健太郎

#### 女性
- 植田千尋
- 木村美
- 楠原志乃
- 黑田仁美
- 佐藤英惠
- 瀨名波仁菜
- 永美優紀
- 中道美穗子
- 根本優奈（日语：根本優奈）
- 本丸仁美
- 南澤真緒
- 山出琴音
- 星之谷雫（日语：星ノ谷しずく）
- 山田美穗
- 拉馬爾法米歇爾立山
- 渡優香

### 過往所屬聲優、旁白
- 岩見聖次（日语：岩見聖次）（現所屬：Atomic Monkey）
- 江尻拓己（現所屬：Atomic Monkey）
- 和優希（日语：和優希）（現所屬：Stay Luck）
- 神谷早矢佳（現所屬：Atomic Monkey）
- 龜谷祐馬（日语：亀谷祐馬）（自由身）
- 神田和佳
- 竹田雅則（日语：竹田雅則）（自由身）
- 千葉杏那（引退）
- 谷耕史（轉身成自由身之後死去）
- 西村江太郎（現所屬：東京俳優生活協同組合）
- 初村健矢（日语：初村健矢）（現所屬：東京俳優生活協同組合）
- 松宮可奈（日语：松宮可奈）（自由身）
- 森永彩斗（日语：森永彩斗）（現所屬：Mausu Promotion）
- 八柄順子（日语：やがら純子）（自由身）
- 山縣枇杷（日语：山県びわ）
- 渡部惠子（自由身）

## 從I'm Enterprise獨立出去的聲優事務所
- Pro-Fit（2003年）
- CLARE VOICE（2014年）

## 相關項目
- ARTSVISION
- 日本播音演技研究所
- VOICE CREW（日语：VOICE CREW）

## 外部連結
- 株式會社I'm Enterprise （日語）
- YouTube上的頻道 （日語）
  - 的X（前Twitter） （日語）
- 子公司
  - 株式會社Crazy Box公式官網 （页面存档备份，存于） （日語）
  - Crazy Box的X（前Twitter） （日語）
  - YouTube上的Crazy Box頻道 （日語）